# Le Raysville
Le Raysville és una població dels Estats Units a l'estat de Pennsilvània. Segons el cens del 2000 tenia 318 habitants.

## Demografia
Segons el cens del 2000, Le Raysville tenia 318 habitants, 111 habitatges, i 86 famílies. La densitat de població era de 153,5 habitants/km².
Dels 111 habitatges en un 41,4% hi vivien nens de menys de 18 anys, en un 58,6% hi vivien parelles casades, en un 13,5% dones solteres, i en un 22,5% no eren unitats familiars. En el 18,9% dels habitatges hi vivien persones soles el 12,6% de les quals corresponia a persones de 65 anys o més que vivien soles. El nombre mitjà de persones vivint en cada habitatge era de 2,86 i el nombre mitjà de persones que vivien en cada família era de 3,31.
Per edats la població es repartia de la següent manera: un 31,1% tenia menys de 18 anys, un 10,1% entre 18 i 24, un 27,7% entre 25 i 44, un 19,5% de 45 a 60 i un 11,6% 65 anys o més.
L'edat mediana era de 34 anys. Per cada 100 dones de 18 o més anys hi havia 88,8 homes.
La renda mediana per habitatge era de 37.292 $ i la renda mediana per família de 43.750 $. Els homes tenien una renda mediana de 32.500 $ mentre que les dones 23.750 $. La renda per capita de la població era de 14.802 $. Entorn del 13,9% de les famílies i el 7,9% de la població estaven per davall del llindar de pobresa.

## Poblacions més properes
El següent diagrama mostra les poblacions més properes.